# 호응옥껀
호응옥껀(베트남어: Hồ Ngọc Cẩn / 胡玉瑾)은 베트남 공화국 육군 소속의 보병으로, 계급은 대령이었다. 그는 1975년 4월 30일 베트남 공화국의 즈엉반민 북베트남에게 항복하고 베트남 공화국군에게 무장헤제를 명령하자 껀터에서 군사를 조직해 저항하다 5월 1일 탄약고갈로 인해 공산군에게 체포되고  껀터 수용소에서 3개월 동안 수용되고 8월 14일 껀터에서 공산군에게 총살당했다.

## 같이 보기
베트남 공화국이 멸망하자 자살한 군인들
- 레반흥
- 쩐반하이
- 응우옌콰남
- 레응우옌비
- 팜반푸